# 病魔を崇めよ
『病魔を崇めよ』（Blessed Are the Sick）は、フロリダ州のデスメタル・バンド、モービッド・エンジェルの2作目のスタジオ・アルバム。
9、10、12曲目は、1986年のデモ・アルバム『Abominations of Desolation』から再録音された。

## 収録曲
| 全作詞: デヴィッド・ヴィンセント、全作曲: トレイ・アザトース。 |                                           |                          |                    |      |
| #                                                              | タイトル                                  | 作詞                     | 作曲・編曲         | 時間 |
| 1.                                                             | 「Intro」(instrumental)                   | デヴィッド・ヴィンセント | トレイ・アザトース | 1:27 |
| 2.                                                             | 「Fall from Grace」                       | デヴィッド・ヴィンセント | トレイ・アザトース | 5:13 |
| 3.                                                             | 「Brainstorm」                            | デヴィッド・ヴィンセント | トレイ・アザトース | 2:34 |
| 4.                                                             | 「Rebel Lands」                           | デヴィッド・ヴィンセント | トレイ・アザトース | 2:41 |
| 5.                                                             | 「Doomsday Celebration」(instrumental)    | デヴィッド・ヴィンセント | トレイ・アザトース | 1:49 |
| 6.                                                             | 「Day of Suffering」                      | デヴィッド・ヴィンセント | トレイ・アザトース | 1:54 |
| 7.                                                             | 「Blessed Are the Sick/Leading the Rats」 | デヴィッド・ヴィンセント | トレイ・アザトース | 4:47 |
| 8.                                                             | 「Thy Kingdom Come」                      | デヴィッド・ヴィンセント | トレイ・アザトース | 3:24 |
| 9.                                                             | 「Unholy Blasphemies」                    | Azagthoth, Vincent       | トレイ・アザトース | 2:10 |
| 10.                                                            | 「Abominations」                          | Azagthoth                | トレイ・アザトース | 4:27 |
| 11.                                                            | 「Desolate Ways」(instrumental)           | デヴィッド・ヴィンセント | トレイ・アザトース | 1:40 |
| 12.                                                            | 「The Ancient Ones」                      | Azagthoth                | トレイ・アザトース | 5:53 |
| 13.                                                            | 「In Remembrance」(instrumental)          | デヴィッド・ヴィンセント | トレイ・アザトース | 1:25 |

## 参加メンバー
- デヴィッド・ヴィンセント - ベース、ボーカル
- トレイ・アザトース - ギター
- リチャード・ブルーネル - ギター
- ピート・サンドヴァル - ドラム

## リリース履歴
| 日付          | 注記 |
| ------------- | ---- |
| 1991年5月2日  |      |
| 2009年11月3日 | 再発 |